# Long Fashion Weekend Ural
Long Fashion Weekend Ural — это сезонное модное мероприятие в отличие от традиционных недель моды проходит в течение двух выходных дней. Long Fashion Weekend проходит в городах Урала — Екатеринбурге, Челябинске, Тюмени и Перми, посвященная дизайну и искусству, с презентацией коллекций одежды и аксессуаров от молодых дизайнеров со всей России и стран СНГ, которая проходит с 2015 года. Каждый сезон имеет основную идею, вызовы, нарративы и всегда разную новую локацию, которая выбирается как продолжение основной идеи события.
На протяжении 6 лет на модных показах демонстрировалась одежда как класса haute couture, так и представляет одежду класса прет-а-порте́ (фр. prêt-à-porter). С самого начала показы проходят два раза в год, в конце марта (показы весна-лето) и в конце октября (показы осень-зима).
Задачи Long Fashion Weekend
- способствовать продвижению и популяризации уральских дизайнеров в России и мире[10][11][12][13];
- показывать актуальные тенденции из мира моды уральским дизайнерам привозя коллекции зарубежных дизайнеров[14];
- Формирование визуальной эстетики и воспитание вкуса у жителей Урала.

## 2021 год

### LFW F/W 2021 «Цикл»

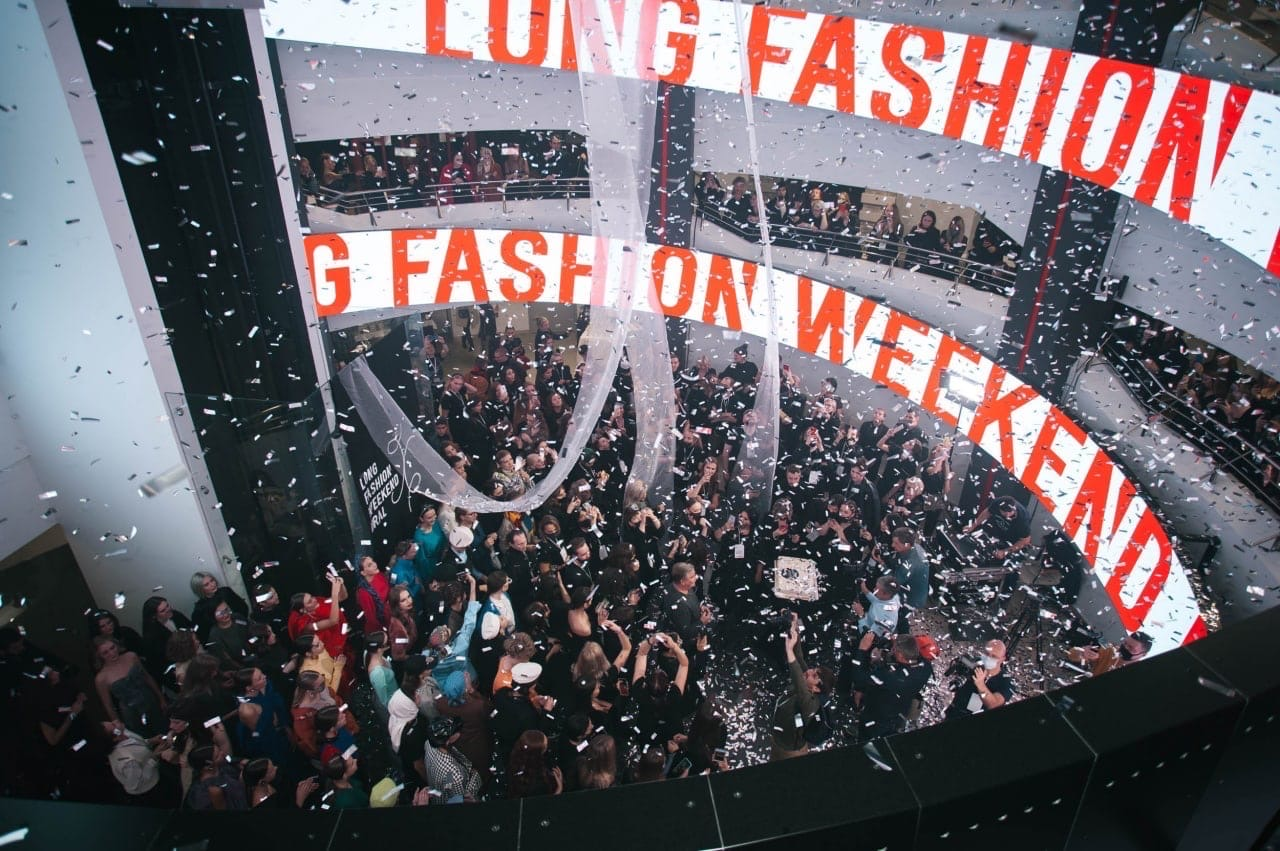
Финал LFW F/W 2021

2 и 3 октября 2021 года в Челябинске прошёл 10 сезон LongFashionWeekend Ural в коллаборации с Южно-Уральской железной дорогой (ЮУЖД), участниками которого стали дизайнеры из Челябинска, Мурманска, Улан-Удэ, Москвы и Омска.
Long Fashion Weekend в качестве подиума выбрали Центр исторического наследия – так темой этого сезона стала цикличность, и в уникальной спиральной архитектуре Центра идея цикличности времени и смены эпох находит свое идеальное воплощение.
В показе приняли участие дизайнеры
- Сокол Ясный (Москва) - нетривиальное решение проблемы зимнего гардероба для российского климата. Бренд создает одежду, вдохновляясь историей и культурой России. Коллекция Sokol Yasnyy посвящена царской России. Дизайнеры вдохновлялись образами новогодних детских утренников и русскими сказками. Перед толпой зрителей, прижимающихся к поездам, прошлись девушка в маске зайца из папье-маше, манекенщица в пуховике, напоминающем тулуп, и красотка в бордовом корсете с вязаными рукавами, но с голыми плечами.[19]
- EcoZima (Екатеринбург),
- CHUMA (Челябинск),
- AP design (Омск) с сотрудницами ЮУЖД показали коллекцию plus size. Жюри отобрало 13 работниц магистрали разных специальностей (техник, расшифровщик скоростемерных лент, инспектор билетного бюро, приемосдатчик багажа станции Кыштым, начальник станции Верхний Уфалей и др.).[20]
- ENSO (Челябинск),
- Gapanovich Sasha (Мурманск)  — это эклектичный  бренд женской одежды с Крайнего Севера. Философия бренда построена на размытости границ между арт-объектами высокой моды и повседневной одежды. Для дизайнера  важна тема связи поколений, наследия предков, воспоминаний о детстве и светлой  ностальгии по прошлому. Дизайнер переосмысляет традиционный русский народный костюм и, в частности, историю народов Севера. Фирменные штрихи — рюши, ручная вязка, работа с объемами, многослойность, филигранная ручная работа.[21]  Участник Mersedes- Benz Fashion Week Russia 42 сезон.[22]
- Коллаборация TATIANA KOTOVA и HAPPY (Челябинск) Татьяна Котова — модельер, обладательница Гран-при Международного фестиваля моды «Наводнение 2020».[23] Она хорошо известна благодаря индивидуальному пошиву, творческим проектам и коллекциям от-кутюр участница Milan Fashion Week Spring 2022.[24][25][26]
- DERBENTCEVAT (Челябинск),
- ELSOBO (Челябинск)
- Сборный показ от студентов МИДиС (Челябинск) — Shestakova & Shmidt & Mylarshchikova
- Abzaeva (Улан-Удэ).

### LFW S/S 2021 «LFWU X MBFW Russia»
В 2021 году свои показы Х сезона Long Fashion Weekend провёл в рамках Mercedes-Benz Fashion Week Russia, трансляция велась на сайте журнала моды Vogue, объединив показы с Урала, Москвы, Великобритании и Перу. Участие Long Fashion Weekend в Mercedes-Benz Fashion Week Russia было отмечено Forbes: «Участники мероприятия Long Fashion Weekend в Челябинске получили возможность произвести впечатление на более широкую аудиторию. Для такого огромного рынка как Россия (или Бразилия, Китай, Индия) поддержка региональных инициатив намного приоритетнее международного сотрудничества».
В показе приняли участие дизайнеры
- Ermakovishna (Челябинск) — «Основная концепция и тема сезона — минимализм. Мне кажется, 2020—2021 годы научили нас минимальному потреблению, минимальным средствам, минимальным встречам. И я осмысливаю это в новой коллекции. На этот раз меня вдохновили работы американского художника Сола Левитта, я их обыгрывала минимальными средствами. Орнамент „клетка“ выбран, потому что Сол Левитт работал со структурными сетками. Черно-белые цвета — потому что они минималистичны. Шелк и хлопок — потому что это натуральные ткани»[38]
- ELSOBO (Челябинск) — «На каждом показе мы стараемся подчеркнуть наше небезразличное отношение к природе. Сейчас, в условиях пандемии, хотелось донести мысль, что главные ценности человека, которые должны оставаться всегда, — это корни, наши предки, дом, семья и люди, которые нас окружают. Мы использовали в прическах цветы, символизирующие наш дом как крышу над головой. Некоторым девочкам соорудили косы в виде крыши. Наша голова — это наш дом, и в ней должны быть чистые светлые мысли»[38]
- CHUMA (Челябинск) — «Основная цель сегодняшнего показа — это, конечно, минимализм. Потому что год был тяжелый. Люди привыкли к более спортивному стилю, но хотелось из спортивных материалов сделать более классический крой, чтобы все-таки женщина оставалась женщиной. Нас всегда вдохновляет любая сильная активная женщина. Это основная наша целевая аудитория. В пример я всегда беру только себя»[38]
- TATIANA RADYGINA (Омск) — «Вдохновением на создание коллекции послужили события ушедшего года. Мы были все ограничены в свободе, мы были в замкнутом пространстве. Мы не понимали, что будет происходить дальше. У меня возник образ девушек, которые после глубокой засухи пришли и внесли новый виток жизни. Концепт коллекции прослеживается через ткани, легкие воздушные фактуры. Обратите внимание: платье яркое, но за счет перекрытия сеткой цвета выглядят тусклыми. Это говорит о том, что луковицы растений, находящихся под землей, всегда найдут путь и пробьются. Мы создали образ сада, пробуждающегося после засухи»[38]
- caboclobad (Екатеринбург) — «Наша коллекция дает ощущение комфорта, баланса. В наше время очень важно оставаться в гармонии с самим собой. Сейчас весна, хочется цвета, энергии. Следим за тенденциями, использовали цветовую гамму, которая сейчас в тренде. Мы вдохновляемся женщинами, в которых есть сила и любовь ко всему»[38]

## 2020 год
В 2020 году в рамках помощи лёгкой промышленности и индустрии моды Уральского федерального округа, и дизайнеров Урала, Long Fashion Weekend провёл модный показ одновременно в 4 городах Урала для оказании помощи индустрии пострадавшей от локаута, в том числе в онлайн-формате.

### LFW F/W 2020 «NATURE»
Главной темой сезона осень-зима 2020 стала NATURE — обращение к природе, осознанное и уважительное отношение к ней, к людям, к собственному телу и себе. Мероприятие проходило в Phygital-формате одновременно в Челябинске и Перми.
Количество зрителей: 400 человек на оффлайн мероприятии в Челябинске и Перми и более 1000 просмотров в онлайн-трансляции.

### LFW S/S 2020 «DIGITAL»
Главной темой сезона весна-лето 2020 стала DIGITAL как размышления на тему влияния digital-технологий на нашу жизнь. Идея объединения и локализации в условиях карантина. Мероприятие проходило в городах Челябинск, Екатеринбург, Тюмень, Пермь полностью в цифровом формате, в поддержку легкой промышленности и индустрии моды Уральского федерального округа. По результатам показа было выявлено что у 55 % локальных брендов выручки сохранились и даже выросли.

## 2019 год
В 2019 году Челябинский завод «Трубодеталь» и команда проекта Long Fashion Weekend установили в посёлке Новосинеглазове инсталляцию #Steel_Ь, призванной объединить между собой моду и металлургию, и организовали модный показ в одном из цехов завода.